# Santa Ana (Sonora)
Santa Ana è una municipalità dello stato di Sonora nel Messico settentrionale, il cui capoluogo è la località omonima.
Conta 16.248 abitanti (2010) e ha una estensione di 1.481,38 km².